# Colón (município)
Colón (partido) é um partido (município) da província de Buenos Aires, na Argentina. Possuía, de acordo com estimativa de 2019, 26.889 habitantes.

## Localidades
- Colon: 21.396  habitantes
- Pearson: 261  habitantes
- Sarasa: 95  habitantes
- Villa Manuel Pomar (El Arbolito): 236  habitantes

(INDEC 2.001)